# Пиццолато, Антонио
Антонино Пиццолато (род. 20 августа 1996 года) - итальянский тяжелоатлет, трёхкратный чемпион Европы 2019, 2021 и 2022 годов, призёр чемпионата мира 2017 года. Двукратный Европейский чемпион среди юниоров. Бронзовый призёр Олимпийских игр 2020 в Токио и 2024 года в Париже.

## Карьера
В 2011 году итальянский спортсмен начал соревновательную деятельность на международном юношеском уровне.
На юниорском уровне с двух чемпионатов континента он привозил золотые медали (2015 и 2016 гг).
Дебют на взрослом уровне пришёлся на чемпионат мира в 2014 году, в категории до 85 кг он занял итоговое 24-е место.
В 2015 году на континентальном турнире он стал 6-м, а в 2016 году стал 4-м. 
В 2017 году принял участие в чемпионате мира в Анахайме. Выступал в весовой категории до 85 кг. В результате стал 3-м, с весом на штанге по сумме двух упражнений - 358 кг. 
На чемпионате Европы 2019 года, в Батуми, итальянец стал чемпионом Европы в весовой категории до 81 кг. Он взял общий вес 356 кг. В упражнении толчок он завоевал малую золотую медаль (201 кг).
В апреле 2021 года на чемпионате Европы в Москве, в весовой категории до 81 кг, Антонио во второй раз стал чемпионом Европы с результатом 370 килограмм. В упражнении "рывок" завоевал малую золотую медаль с весом на штанге 164 килограммов, а в упражнении толчок был вторым с весом на штанге 206 килограмм.
В 2021 году на Олимпиаде в Токио Антонио Пиццолато завоевал 3-е место — 365 кг.
В феврале 2024 года на чемпионате Европы в Софии Антонио завоевал серебряную медаль по сумме двух упражнений с результатом 380 кг. В упражнении рывок он стат третьим (170 кг), а в толчке стал вторым (210 кг). 
На летних Олимпийских играх в Париже в 2024 году, в категории до 89 кг, Антонио завоевал бронзовую медаль с результатом по сумме двух упражнений — 384 кг, что на 20 кг меньше, чем у олимпийского чемпиона Карлоса Насара.

## Достижения
Олимпийские игры
| Результат | Вес       | Год  | Место соревнований | Рывок | Толчок | Общий вес |
| Бронза    | до 81 кг. | 2021 | Токио, Япония      | 165,0 | 200,0  | 365,0     |
| Бронза    | до 89 кг. | 2024 | Париж, Франция     | 172,0 | 212,0  | 384,0     |

Чемпионат мира
| Результат | Вес       | Год  | Место соревнований | Рывок | Толчок | Общий вес |
| Бронза    | до 85 кг. | 2017 | Анахайм, США       | 162,0 | 196,0  | 358,0     |

Чемпионат Европы
| Результат | Вес       | Год  | Место соревнований | Рывок | Толчок   | Общий вес |
| Золото    | до 81 кг. | 2019 | Батуми, Грузия     | 155,0 | 201,0    | 356,0     |
| Золото    | до 81 кг. | 2021 | Москва, Россия     | 164,0 | 206,0    | 370,0     |
| Золото    | до 89 кг. | 2022 | Тирана, Албания    | 175,0 | 217,0 WR | 392,0 WR  |
| Серебро   | до 89 кг. | 2024 | София, Болгария    | 170,0 | 210,0    | 380,0     |